# Vicente Salumbides
Vicente Salumbides (Lopez, 31 augustus 1893 - 7 augustus 1979) was een Filipijns acteur, regisseur en producent.

## Biografie
Salumbides leerde de finesses van het acteren, regisseren en het schrijven van filmscenario's in Hollywood. Ook studeerde hij rechten in Californië tot hij de Eerste Wereldoorlog uitbrak en hij meevocht in Frankrijk. Na de oorlog voltooide hij zijn rechtenstudie in de Filipijnen en behaalde in 1922 het toelatingsexamen voor de Filipijnse balie (bar exam).
In 1924 richtte Salumbides een filmproductiebedrijf op, waarbij hij samenwerkte met José Nepomuceno. Zijn eerste film was 'Miracles of Love' uit 1925. Andere films die hij produceerde waren 'Colegian Love' en 'Fate or Consequence'. In zijn film 'The Soul Saver' uit 1927 speelde hij samen met zijn partner Rosario Panganiban de hoofdrol in de verfilming van hun eigen trouwerij. Het jaar erop stopte hij op verzoek van zijn vrouw met de filmindustrie. In 1936 trad hij weer in dienst van een ander productiebedrijf en twee jaar later richtte hij Salumbides Film Company op. Hij produceerde met dit bedrijf onder meer 'Florante at Laura' en regisseerde voor filmstudio LVN Pictures de eerste Filipijnse kleurenfilm 'Ibong Adarna'.

## Bron
- Carlos Quirino, Who's who in Philippine history, Tahanan Books, Manilla (1995)

- Library of Congress Control Number: no2003039780
- Virtual International Authority File: 24287475
- WorldCat: E39PBJkD8ddbqgF3yBRwt84wmd